# Пен Самуїл Самсонович
Самуїл Самсонович Пен (1864–1925) — історик євреїв.

## Життєпис та науковий доробок
Народився 1864  у Новоград-Волинському. 
З 1889 і майже до самої смерті співробітничав в одеській пресі. Зокрема, у часи громадянської війни виступав проти єврейських погромів. У 1901 обраний одеським рабином, але пробув ним не довго. Був одним з одеських діячів сіоністського руху. Відвідував сіоністські конгреси та видавав звіти про їх роботу.
Написав суспільно-політичні праці «Еврейское национальное самоуправление» (Одеса, 1917), «Русское-еврейские земледельческие колонии в Палестине, Северной Америке и Аргентине» (Одесса, 1892). Співробітничав з С. Дубновим.
Здійснив новаторське дослідження ґенези єврейської громади в Одесі. На основі вивчення археологічних пам'яток (передусім єврейських надгробків), він зробив висновок, що євреї переселились з Криму до попередника Одеси Хаджибею у середині XVIII ст. 
На основі архіву єврейської общини вивчив внутрішній побут євреїв Одеси — вихідців з Галичини наприкінці XVIII — першій половині ХІХ ст. На матеріалах з архіву одеського градоначальства побудував найбільш інформативну зі своїх історичних праць — висвітлення маловідомого епізоду з політики російської імперської влади щодо євреїв на початку ХІХ ст. Декілька праць присвятив популяризації релігійної історії євреїв.

## Праці
- Разрушение Иерусалима. — Одесса, 1894;
- Маймонид, его жизнь и деятельность. — Одесса, 1896;
- Еврейская старина в Одессе. — Одесса, 1903;
- Депутация еврейского народа: к истории евреев в России в эпоху Александра І: (Из. арх. одесского кагала) // Восход. — 1905. — Кн. 1; 1905. — Кн. 2. — С. 50 — 65; Кн. 3.
- Двенадцать дней в чрезвычайке (серия публикаций в газете "Одесский листок", сентябрь 1919)